# Melody Cruise

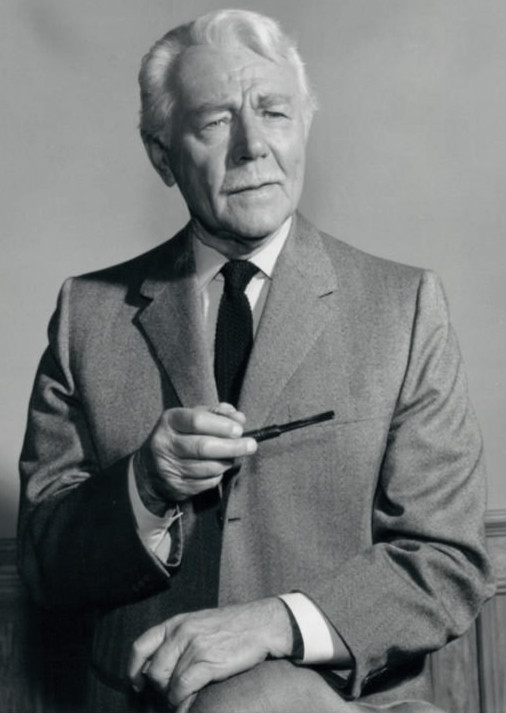
Charles Ruggles em foto de 1963. Trinta anos antes, ele estrelou Melody Cruise para a RKO, estúdio onde faria mais três filmes.

Melody Cruise (Brasil: Cruzeiro dos Amores / Portugal: Melodia Azul) é um filme estadunidense de 1933 do gênero comédia musical, dirigido por Mark Sandrich e estrelado por Charles Ruggles e Phil Harris

## A produção
A película assinala a estreia em longas-metragens de Sandrich, que  abusou de superposições, telas divididas e outros truques com a câmera, sem, contudo, prejudicar a história ou os números musicais.
Will Jason e Val Burton compuseram quatro canções para a trilha sonora, que dá lugar também para Jingle Bells, Auld Lang Syne e um trecho de Lohengrin, ópera de Wagner.
O filme fez muito sucesso e reacendeu o interesse da RKO por musicais.

## Sinopse
A bordo de um barco a vapor que sai de Nova Iorque com destino à Califórnia estão o milionário Alan Chandler e seu amigo Pete Wells. A missão de Pete parece simples: salvar Alan de um bando de mulheres decididas a fisgar um marido rico. A professora Laurie Marlowe, porém, não mostra interesse nem por Alan nem pelo dinheiro dele. Por isso, Alan se empenha em conquistá-la.

## Elenco
| Ator/Atriz       | Personagem          |
| ---------------- | ------------------- |
| Charles Ruggles  | Pete Wells          |
| Phil Harris      | Alan Chandler       |
| Helen Mack       | Laurie Marlowe      |
| Greta Nissen     | Elsa Van Raden      |
| Chick Chandler   | Hickey              |
| June Brewster    | Zoe                 |
| Shirley Chambers | Vera                |
| Florence Roberts | Senhorita Potts     |
| Marjorie Gateson | Senhora Grace Wells |